# Belisana schwendingeri
Belisana schwendingeri là một loài nhện trong họ Pholcidae. Loài này được phát hiện ở Thái Lan.